# San Isidro (Isabela)
Pour les articles homonymes, voir San Isidro.
San Isidro est une municipalité de la province d’Isabela, aux Philippines.